# Histri
Histri su pleme doseljeno u II. indo-europskoj seobi (oko ←1100. g.) ili je formirano u okviru kasnobrončanodobne kaštelijerske kulture. Nekad su im pripisivali ilirsko porijeklo iako se to ne može potvrditi pa arheološka struka smatra da je riječ o plemenu koje je sličnije Venetima na sjeveru Italije te govore o italskom histarsko-venetskom kulturnom krugu. Nastanjeni na većem području istarskog poluotoka, na sjeveroistoku do rijeke Raše, u susjedstvu Liburna, na zapadu do rijeke Timave, u susjedstvu s Venetima, a sjeverno, na Krasu, graniče sa Japodima. U V./IV. st. pr. Kr., sjeverni dio Istre naseljavaju Kelti (histarsko-keltska kultura) Ove opasne gusare s Jadrana pokorili su Rimljani u ratu 177./178. i razorili im glavno središte Nesactium (danas Vizače). Histri, narod koji je u prapovijesno i antičko doba obitavao na istarskom poluotoku do rijeke Raše na istoku, gdje je graničio s Liburnima. Premda ih neki antički pisci (Apijan, Marcijan i dr.) svrstavaju u ilirsku etničku skupinu, moderna znanost dvoji o njihovu ilirstvu. U predrimsko doba živjeli su u utvrđenim gradinskim naseljima (potvrđeno ih je oko 350), kojih su ostatci i danas vidljivi, a neki i arheološki istraženi (Nezakcij, Kaštel kod Buja, Picugi i dr.). U VI. – V. st. pr. Kr. dolazili su u doticaj kako s Venetima na zapadu tako i sa stanovnicima istočnoalpskoga područja, a u njihovim bogatijim grobovima razmjerno su česti nalazi oslikanih keramičkih posuda s italskih obala (Apulija, Daunija), pa čak i iz Grčke. Iskapanja u Nezakciju otkrila su niz monumentalnih kamenih kipova (božica plodnosti, figure nagih mladića), nastalih pod utjecajem grčke arhajske umjetnosti oko VI. st. pr. Kr., koji se tumače kao dijelovi hrama posvećeni kultu pokojnika ili dijelovi nadgrobnih spomenika s prikazima heroiziranih pokojnika. Bili su poznati kao stočari i vinogradari, ali i kao opasni gusari. Već 221. pr. Kr. sukobili su se s Rimljanima, a odlučujuću borbu vodili su 177. pr. Kr. s rimskim legijama u Nezakciju. Vidjevši da se neće moći obraniti, ubili su svoje žene i djecu i bacili ih niza zidine, a njihov se kralj Epulon ubio mačem. Iz votivnih natpisa iz rimskoga doba poznata su imena njihovih božanstava (Eia, Iria, Boria, Trita i dr.), a niz nadgrobnih natpisa donosi njihova osobna i rodovska imena.

## Povijest
Histri su dali ime poluotoku Istri. Na prostor poluotoka doselili su oko 1200. pr. Kr. Histre se u pisanim izvorima spominje u kontekstu rata s Rimljanima. Taj rat je postao neizbježan otkad su Rimljani preuzeli kontrolu nad sjevernom Italijom i zemljom Veneta. Iliri su živjeli na sjevernim obalama Jadrana i u istočnim Alpama, te su na rimskom udaru prvi bili Histri koji su bili poznati po gusarenju. Istovremeno su Rimljani vodili ratove i protiv ilirske države na jugu. Već 221. pr. Kr. Rimljani kreću u ratni pohod protiv Histra, a uz to su osnovali i novu koloniju Aquileju kako bi ojačali svoju obrambenu liniju.
181. pr. Kr. Histri su pokušali spriječiti izgradnju toga grada ali su ih Rimljani, na čelu s Q. Fabijem Buteonom, porazili. Nakon tog događaja vladar postaje Epulon koji je vladao ratoborno i beskompromisno dok je to mogao. Rimljani se nisu iznenadili njegovm spremanjem za rat te su poslali vojsku s konzulom A. Manlijem Vulzonom na čelu (178. pr. Kr.). Iduće godine (177.) Epulon je poražen na sjeveru Istre i povlači se sa svojim ratnicima u utvrđeni Nezakcij – plemensko, političko i vjersko središte Histra. Da bi slomili obranu grada, Rimljani su skrenuli tok rječice koja je tekla podno gradskih zidina, i time oduzeli pitku vodu opsjednutim Histrima. Histri su radije željeli biti ubijeni nego poraženi te su ubijali svoje žene i djecu i bacali ih mrtve na neprijatelja, a sami se borili do posljednjeg daha. Sam Epulon se probio mačem. Nakon pada Nezakcija pod rimsku vlast padaju i drugi histarski gradovi. Ubrzo se cijeli histarski teritorij našao pod rimskom vlašću. To je bio kraj slobode tog plemena koje je upravo neposredno prije ratova s Rimljanima izgradilo svoju državnu političku organizaciju i već mnogo ranije postiglo veliki kulturni i ekonomski razvitak.

## Kultura
S arheološkog gledišta možemo zaključiti da se kultura željeznog doba u Istri formirala na temeljima položenim u 11. i 10. stoljeću pr. Kr. Željezno doba Istre može se podijeliti na šest razvojnih faza.
Prva faza, koja obuhvaća 11. i 10. st. pr. Kr. (dakle, kasno brončano doba), karakteristična je po ukrašavanju žara šalica s kanelirama.  Druga faza razvoja istarske kulture obuhvaća 9. i 8. st. pr. Kr., (dakle, usporedno s vilanovskom kulturom u Toskani). Za tu drugu fazu je karakteristična keramika ukrašena meandrima u pseudovrpčastoj tehnici, najčešće žara. Na isti način su ukrašeni i metalni predmeti tog vremena, npr. nožić, koji je vrlo vrijedan grobni prilog, jer Histri najčešće ne polažu oružje u grobove. U 9. st. pr. Kr. je histarska kultura poprilično neovisna, dok u 8. st. pr. Kr. počinju strani utjecaji, ponajviše iz Veneta, južne Italije i Picenuma. Isto tako Istra i „odašilje“ svoje utjecaje – na sjever, te prenosi strane prema Japodima i posredno Liburnima.
Ostale faze histarske kulture međusobno se odnose ovako: treća faza korespondira sa 6., četvrta s 5., peta sa 6. st. pr. Kr., s time da posljednja, šesta faza vremenski obuhvaća period od 4. st. pr. Kr. do kraja histarske kulture. Histria se relativno brzo otvorila stranim utjecajima – oslikana žara iz Nezakcija je lijepi primjer etrurskog importa započetog u 8. st. pr. Kr. Etrurski utjecaj (preko Veneta) traje i dalje kroz čitavo 6. i 5. st. pr. Kr. Apulska keramika je dokaz žive razmjene s južnom Italijom, a situle sa sjevernom Italijom i jugoistočnim alpskim svijetom. Sav taj luksuzni uvoz podrazumijeva sloj ljudi koji ga može i želi platiti – a o tome između ostalog svjedoče i luksuzne brončane drške za lepeze i žezla.
Glavna naselja su kod Histra ona gradinskog tipa, a najvažnije među njima je zasigurno Nezakcij  – izgrađen na strmoj litici iznad zaljeva, te zaštićen zidinama. Najbolje istraženi dio prapovijesnog Nezakcija je groblje, koje se nalazilo unutar zidina. Možemo naslutiti da je naselje bilo relativno bogato sve do pojave Kelta i Rimljana. Valja napomenuti da sam prostor protopovijesnog naselja nije istražen. Važnija naselja su i gradina Beram, gradine u Picugima kod Poreča, te naravno Pula s pripadajućim nekropolama.
Sve navedeno u kombinaciji s monumentalnom plastikom, navodi na zaključak da su Histri bili jedna od razvijenih kultura na jadranskom prostoru. Kao i njihovi „susjedi“ Liburni, Histri su bili izrazito skloni pomorstvu. Njihovom okrenutošću moru možemo objasniti brojne elemente, pojave i procese u njihovoj kulturi. 
Što se tiče društvenog uređenja Histra, mogu se prihvatiti sljedeće teze:
1)	Histarsko političko tijelo je savez zajednica (civitates), na čelu zajednica su prvaci (principes), koji, čini se, pripadaju lokalnoj aristokraciji, a postojala je razlika između kontinentalnih i primorskih zajednica na kulturnom, gospodarskom i društvenom planu.
2)	Postoji institucija kralja (rex) koja je najvjerojatnije nasljedna. Kralj je ratni zapovjednik, ima glavnu riječ o vanjskim poslovima, no u unutrašnjim pitanjima princepsi imaju snažnu autonomiju kada je riječ o poslovima u njihovim domicilnim zajednicama.
3)	Kralj stoluje u Nazakciju, najvećem histarskom političkom i kultnom središtu, koje zajedno s još dva oppida (Faverija, Mutila  - najvjerojatnije oko Medulina i Raše), čine posebnu zajednicu tria oppida, a one imaju poseban odnos prema ostalim naseljima. Najvjerojatnije su to kraljevski „posjedi“, odnosno teritorij gdje kralj vrši neposrednu upravu.